# Аравен
Аравен (фр. Haravesnes) насеље је и општина у североисточној Француској у региону Север-Па де Кале, у департману Па де Кале која припада префектури Арас.
По подацима из 2011. године у општини је живело 48 становника, а густина насељености је износила 20,0 становника/km². Општина се простире на површини од 2,4 km². Налази се на средњој надморској висини од 108 метара (максималној 139 m, а минималној 62 m).

## Демографија
| 1962. | 1968. | 1975. | 1982. | 1990. | 1999. | 2011. |
| ----- | ----- | ----- | ----- | ----- | ----- | ----- |
| 67    | 80    | 71    | 59    | 45    | 36    | 48    |

График промене броја становника у току последњих година